# Liste von Persönlichkeiten der Stadt Osnabrück
Die Liste von Persönlichkeiten der Stadt Osnabrück führt Söhne und Töchter sowie weitere mit der niedersächsischen Stadt Osnabrück in Verbindung stehende Personen auf.

## Ehrenbürger
- 1831 Hans-Ferdinand von Schmid, Oberstleutnant, Kommandeur des 8. Infanterie-Regiments
- 1831 Hermann Vezin, Verdienste bei Bekämpfung der Cholera 1831
- 1835 Herbord Sigismund Ludwig von Bar, Verdienste um die Fürsorge für das Wohl der Stadt und ihrer öffentlichen Anstalten
- 1842 Heinrich Wyneken, Verdienste um den Mäßigkeits-Verein
- nach 1830 Carl Anton Lüpke, Bischof und Weihbischof, wegen seiner Verdienste um die Bewegung des Mäßigkeitsvereins, um die Armenpflege und als Mitstifter der Armenanstalt
- 1880 Johannes von Miquel, Oberbürgermeister, als Förderer der wirtschaftlichen und industriellen Entwicklung der Stadt
- 1885 Otto von Bismarck, Reichskanzler, anlässlich seines 70. Geburtstages.
- 1926  Max Reimerdes, wegen der Verdienste um die wirtschaftliche und kulturelle Entwicklung seiner Vaterstadt.
- 1927 Julius Rißmüller, Oberbürgermeister, wegen besonderer Verdienste um die Stadt Osnabrück.
- 1928 Siegfried Pelz (1848–1936), Geh. Sanitätsrat, wegen seiner Verdienste um den Aufbau und die Leitung des Stadtkrankenhauses, insbesondere für seine Tätigkeit als erfolgreicher Chirurg und Facharzt
- 1952 Wilhelm Berning, Erzbischof, verliehen für sein Wirken als Oberhirte der Diözese Osnabrück
- 1972 Wilhelm Kelch, Oberbürgermeister, wegen besonderer Verdienste um das Wohl der Stadt
- 1984 Karl Kühling, Redakteur und Autor, Aufarbeitung von Vergangenheit und Gegenwart der Stadt Osnabrück
- 1987 Helmut Hermann Wittler, Bischof, wegen besonderer Verdienste um das interkonfessionelle Gespräch und die Integration ausländischer Mitbürger
- 2006 Hans-Jürgen Fip, Oberbürgermeister, wegen besonderer Verdienste um die Profilierung Osnabrücks als Friedensstadt
- 2022 Christian Wulff, Bundespräsident a. D., ehemaliger niedersächsischer Ministerpräsident und langjähriger Osnabrücker Kommunalpolitiker, wegen besonderer Verdienste um die Stadt Osnabrück[1]

Folgenden Personen wurde das Ehrenbürgerrecht aberkannt:
In namentlicher Abstimmung wurde in der Ratssitzung am 2. April 1946 Paul von Hindenburg, Adolf Hitler und Hans Gronewald das Ehrenbürgerrecht aberkannt. Weitere Unterlagen über die Verleihung von Ehrenbürgerrechten sind beim Rathausbrand vernichtet worden. Auch in den Beständen des Staatsarchivs Osnabrück konnten keine Unterlagen ermittelt werden, die über die Verleihung von Ehrenbürgerrechten Auskunft geben.

## Söhne und Töchter der Stadt
Folgende Personen sind in der Stadt Osnabrück geboren. Nicht berücksichtigt wurde dabei, ob sie ihren späteren Wirkungskreis in Osnabrück hatten. Die Auflistung erfolgt chronologisch nach Geburtsjahr. Zu beachten ist außerdem die etwas weiter definierte Kategorie:Person (Osnabrück).

### Bis 1800
- Ludolf von Sudheim (* in Osnabrück, bezeugt 1336–1341), Orientpilger und Geistlicher
- um 1380, Albert Suho, † um 1450 in Osnabrück, Geistlicher, Theologe, Geschichtsschreiber
- 1500, 14. Januar, Jodokus Hodfilter, † 28. April 1551 in Rom, Bischof von Lübeck
- frühes 16. Jahrhundert, Georg Bart, † 20. September 1595 in Lübeck, evangelischer Theologe und Kirchenliedautor
- frühes 16. Jahrhundert, Gerlach Flicke, † 1558 in London, Maler
- 1528, 17. August, Rudolf Hammacher, † 19. April 1594 in Osnabrück, Bürgermeister von Osnabrück
- 1551, 1. August, Heinrich Grünfeld, † 19. März 1619 in Helmstedt, Jurist, Hochschullehrer und Berater von Herzog Heinrich Julius zu Braunschweig und Lüneburg
- 1564, 2. Mai, Johannes Domann, † 20. September 1618 in Den Haag, Jurist, Historiker, Dichter
- um 1579, Leonhard von der Borgh, † 20. November 1641 in Lübeck, Jurist und Syndicus der Hansestadt Lübeck
- 1587, 9. April, Theodor Varmeier, † 27. Januar 1642 in Rostock, Jurist
- 1594, 15. September, Eberhard Deichmann, † 3. Juni 1655 in Rostock, Jurist, Teilnehmer an den Verhandlungen zum Westfälischen Frieden
- 1596, Gerhard Grave, † 8. Juni 1658, lutherischer Theologe, Pastor an St. Marien und Mitglied des Konsistoriums in Osnabrück
- um 1598, Jakob Varmeier, † 25. März 1631 in Rostock, Jurist, Mathematiker, Astronom und Attentäter
- 1598, Gerhard Grave, † 10. März 1675 in Hamburg, evangelisch-lutherischer Theologe und Geistlicher
- Wilhelm Pelzer, † 1669, Bürgermeister von Osnabrück während der Hexenverfolgung
- 1625/26, 14. September, Heinrich Rudolph Redeker, † 23. Dezember 1680 in Rostock, Rechtswissenschaftler, Hochschullehrer und Geheimer Rat
- 1649, 1. Juli, Johann Wilhelm Petersen, † 31. Januar 1727 auf dem Gut Thymern (Thümern) bei Lübars (Möckern), evangelischer Theologe
- 1652, 10. November, Christoph Redecker, † 15. Januar 1704 in Rostock, Rechtswissenschaftler, Hochschullehrer und Bürgermeister von Rostock
- 1674, 17. September, Ernst August II. von Hannover, † 14. August 1728 in Osnabrück, Fürstbischof von Osnabrück und Herzog von York und Albany
- 1678, Georg Ludwig Charbonnier, † 4. August 1752 in Wienhausen, Gartenkünstler des Barock
- 1680, 4. Mai, Johann Gerhard Meuschen, † 15. Dezember 1743 in Coburg, lutherischer Theologe und Geistlicher, unter anderem Prediger in Osnabrück und Generalsuperintendent in Sachsen-Coburg
- 1686, Johann Gerhard Fürstenau, † 15. Juni 1764 in Lübeck, Kaufmann und Ratsherr der Hansestadt Lübeck
- 1705, Johann Daniel Victor von Scheele, † 27. November 1774 in Osnabrück, Generalleutnant und Landrat der osnabrückischen Ritterschaft
- 1705, 24. Oktober, Johann Friedrich Meyer, † 2. November 1765 in Osnabrück, Chemiker
- 1709, 22. November, Johann Friedrich Wilhelm Jerusalem, † 2. September 1789 in Braunschweig, protestantischer Theologe, auch „Abt Jerusalem“ genannt
- 1715, 8. September, Johann Eberhard Stüve, † 23. November 1798, Jurist und Politiker
- 1720, 14. Dezember, Justus Möser, † 8. Januar 1794 in Osnabrück, Schriftsteller, Jurist, Historiker
- 1720, 16. Dezember, Carl Gerhard Wilhelm Lodtmann, † 5. Januar 1755 in Helmstedt, Jurist, Historiker und Hochschullehrer
- 1721, 1. Dezember, Ernst August Bertling,  † 10. August 1769 in Danzig, Teeologe
- 1723, 3. März (getauft), Johann Adam Berner, † 18. Mai 1768 in Jever, Orgelbauer des Spätbarock
- 1727, 13. Januar, Johann David Heilmann, † 22. Februar 1764 in Göttingen, Theologe, Philologe und Hochschullehrer
- 1742, 31. Juli, Friedrich Wilhelm Dyckhoff, † 8. Dezember 1826 in Osnabrück, Jurist und Direktor der Justizkanzlei in Osnabrück
- 1743, 11. April Justus Friedrich August Lodtmann, † 18. März 1808 in Osnabrück, Osnabrücker Verwaltungsjurist und Rechtshistoriker
- 1751, 12. Juni, Georg Werner August Dietrich von Münster, † 19. Februar 1801 in Wien, Reichsgraf und Standesherr
- 1752, 15. Juni, Julius August Koch, † 21. Oktober 1817 in Danzig, Mediziner und Astronom
- 1756, 3. Januar, Carl Heinrich Ludwig Lodtmann, † 8. August 1805 in Osnabrück, Jurist, Historiker und Archivar
- 1757, 10. Januar, Heinrich David Stüve, † 10. Mai 1813 in Osnabrück, Jurist und Bürgermeister
- 1763, Christian Wilhelm Westerhoff, † 1806, Komponist
- 1763, 4. Oktober, Christian Franz Thorbecke, † 21. Januar 1830 in Osnabrück, Bürgermeister von Osnabrück und Abgeordneter der Reichsstände des Königreichs Westphalen
- 1766, 1. März, Ernst Friedrich Herbert zu Münster, † 20. Mai 1839 in Hannover, Politiker, Staatsmann im Dienste des Hauses Hannover
- 1766, 3. Mai, Florenz Conrad Ostman von der Leye, † 29. Oktober 1831 in Osnabrück, Jurist, Fideikommissherr und Mitglied der Reichsstände des Königreichs Westphalen
- 1769, 13. Juli, Gerhard Friedrich Wagner, † 12. April 1846, Tuchhändler und Senator der Stadt Osnabrück
- 1770, 1. Januar, Johann Heinrich Benjamin Fortlage, 17. Juni 1841 in Osnabrück, Theologe, Lehrer, Direktor des Ratsgymnasiums Osnabrück
- 1771, im Juni, Theobald Wilhelm Broxtermann, † 14. September 1800 in München, Schriftsteller und Jurist, herzoglich bayerischer Hofrat
- 1771, 8. November, Georg von Schele, † 5. September 1844 in Schelenburg, Ministerpräsident des Königreichs Hannover
- 1774, 2. Juli, Christian Siegfried Gruner, † 9. August 1855 in Gretesch, Überseekaufmann und Papierfabrikant
- 1774, 6. November, Ludwig zu Münster, † 9. Mai 1824 auf Gut Langelage, Gutsbesitzer, Offizier, Oberforstmeister und Abgeordneter
- 1777, 28. Februar, Justus von Gruner, geb. als Karl Justus Gruner, † 8. Februar 1820 in Wiesbaden (Herzogtum Nassau), königlich preußischer Geheimer Staatsrat
- 1778, 11. März, August Wilhelm Gruner, † 20. Mai 1859 in Bremen, Überseekaufmann und Reeder
- 1778, 23. oder 24. Juli, Franz Joseph Schelver, † 30. November 1832 in Heidelberg, Mediziner, Botaniker, Mesmerist und Naturphilosoph
- 1780, 1. Dezember, Bernhard Rudolf Abeken, † 24. Februar 1866 in Osnabrück, Philologe
- 1782, 16. August, Gustav von Münster-Meinhövel, † 6. November 1839 in Bern, preußischer Generalmajor
- 1789, 21. Dezember, Carl Theodor Breusing, † 24. September 1867 in Osnabrück, Kaufmann, Bankier und Politiker
- 1791, 19. März, Friedrich von dem Bussche-Ippenburg, † 14. April 1869 auf Schloss Haldem, preußischer Generalleutnant
- 1791, 1. Juni, Gustav von Gülich, † 4. August 1847 in Linden (Hannover), Landwirt, Nationalökonom und Unternehmer
- 1792, 29. November, Philipp Anton Schilgen, † 29. November 1857 in Osnabrück, Maler
- 1793, Friedrich Ludwig Tenge, † 2. November 1865 auf Gut Niederbarkhausen, Gutsbesitzer und Industrieller
- 1793, 1. Dezember, Wilhelm Ludwig Abeken, † 2. Oktober 1826 in Berlin, Altphilologe und Lehrer
- 1795, 31. Januar, Bernhard Wessel, † 28. März 1856 in Hannover, Hofbildhauer und Lehrer an der Höheren Gewerbeschule
- 1796, 31. Oktober, Gustav Wilhelm Struckmann, † 12. März 1840, Jurist und Autor
- 1798, 4. März, Johann Carl Bertram Stüve, † 16. Februar 1872 in Osnabrück, Jurist, Historiker und Politiker
- 1798, 29. September, Anton Theobald Brück, † 22. Juli 1885 in Osnabrück, Mediziner, Schriftsteller und Übersetzer
- 1798, 23. Oktober, Carl Gosling, † 21. Februar 1876 ebenda, Kaufmann, Spirituosenfabrikant und Senator
- 1799, 15. Mai, Hermann Wilhelm Bödeker, † 5. Januar 1875 in Hannover, evangelischer Pastor
- 1800, 9. August, Ferdinand von Witzleben, † 4. Oktober 1859 in Goslar, preußischer Generalleutnant
- 1800, 17. November, Albrecht Pagenstecher, † 17. Juni 1863 in Osnabrück, Stadtsyndikus

### 1801 bis 1850
- Christian Klages, † 1901 in Osnabrück, Firmengründer
- 1801, 22. Januar, Friedrich Clemens Gerke, † 21. Mai 1888 in Hamburg, Pionier der Telegrafie
- 1801, 25. Oktober, Georg Gruner, † 12. Oktober 1876 in Osnabrück, lutherischer Pastor, Superintendent in Osnabrück
- 1802, 12. Juni, Edwin von Dirckinck-Holmfeld, † 10. Januar 1896 in Frederiksberg, dänischer Seeoffizier
- 1804, 3. Januar, Christian Friedrich Eichhorn, † 8. September 1836 in Hannover, Mathematiker
- 1804, 29. März, Ludwig Clamor Marquart, † 10. Mai 1881 in Bonn, Apotheker und Unternehmer
- 1806, 12. Juni Karl Fortlage, + 8. November 1881 in Jena, Professor der Philosophie
- 1809, 1. August, Carl Weymann, † 29. Juli 1886 in Osnabrück, Eisenwarenfabrikant
- 1809, 19. August, Heinrich Abeken, † 8. August 1872 in Berlin, evangelischer Theologe und Diplomat
- 1810, 29. November, Karl von Reichmeister, † 22. Juli 1860 in Obornik, preußischer Verwaltungsbeamter und Parlamentarier
- 1814, 9. März, Eduard Moll, † 18. Oktober 1896 in Mannheim, Unternehmer, Politiker, Oberbürgermeister von Mannheim
- 1816, 2. März, Colin von Halkett, † 22. Februar 1879 in Celle, Offizier und Mitglied des deutschen Reichstags
- 1818, 18. März, Arthur Breusing, † 28. September 1892 in Bremen, Geograph und Navigationslehrer
- 1819, 23. Mai, August von Kreling, † 22. April 1876 in Nürnberg, Maler und Bildhauer
- 1820, 6. Februar, Friedrich von Gülich, † 3. Januar 1903 in Wiesbaden, preußischer Diplomat
- 1820, 12. März, Georg Breusing, † 13. Juli 1882 in Bad Kreuznach, Zollbeamter und Mitinitiator der Deutschen Gesellschaft zur Rettung Schiffbrüchiger (DGzRS)
- 1820, 27. Juni, Hermann Abeken, † 27. April 1854 in Hannover, Statistiker
- 1822, 23. März, Justus Wilhelm Lyra, † 30. Dezember 1882 in Gehrden, evangelischer Pastor und Dichter
- 1823, 10. Oktober, Friedrich Doeltz, † 27. März 1894 in Erfurt, Architekt und Baubeamter
- 1824, 12. August, Ludwig von Pielsticker, † 3. Mai 1900 in Lussingrande, k.k. Feldmarschallleutnant
- 1826, 17. Februar, Gerhard Uhlhorn, † 15. Dezember 1901 in Hannover, evangelischer Theologe
- 1826, 25. März, George Rudolf Peterßen, † 27. Februar 1903 in Leipzig, Senatspräsident am Reichsgericht
- 1826, 28. August, Carl Stüve, † 27. November 1911 ebenda, Lehrer, Numismatiker und Herausgeber historischer Werke
- 1827, 28. Mai, Philipp Wilhelm Friedrich von Dorndorf, † 8. Mai 1901 in Hannover, königlich hannoverscher Rittmeister, später königlich preußischer Generalleutnant
- 1828, 23. Februar, August von der Groeben, † 3. Juli 1866 in Königgrätz, österreichischer Offizier
- 1828, 18. Juni, David August Rudolf Stüve, † 31. Dezember 1896 in Osnabrück, preußischer Baurat, baute z. B. die Berliner Blindenschule
- 1829, 23. März, Johannes Struckmann, † 12. Mai 1899, Politiker, Reichstagsabgeordneter
- 1830, 11. Mai, Julius Rasch, † 18. Dezember 1887 in Berlin, Architekt und Eisenbahnbeamter
- 1830, 21. Mai, Ernst Klingenberg, † 28. Mai 1918 in Charlottenburg,  Architekt, Hofbaurat
- 1832, 19. April, Werner von Beesten, † 30. März 1905 in Lingen, Jurist und Politiker
- 1832, 8. Juni, Georg Adolph Dietrich von Düring, † 21. Oktober 1905 auf Capri, Major, Adjutant des Königs und Führer der Welfenlegion
- 1832, 10. September, Otto Knille, † 7. April 1898 in Untermais bei Meran, Historienmaler
- 1832, 26. November, Georg Hermann Schröder, † 19. September 1911 in Lübeck, erster Schulrat der Hansestadt
- vor 1833, Julius Meese, † gestorben 1884 oder 1885 in Hannover, Unternehmer, Montanindustrieller und Hotelier
- 1833, 16. März, Carl Struckmann, † 23. Dezember 1898 in Hannover, Amtsrat sowie Hobbygeologe und -paläontologe
- 1833, 2. Mai, Gustav Stüve, † 27. November 1911 in Osnabrück, in Jurist, Politiker, Verwaltungsbeamter und Kunstsammler
- 1833, 8. Mai, Alfred von Wedel, † 23. Juni 1890 in Heidelberg, Königlich Hannoverscher Kammerherr, Schlosshauptmann und Reisemarschall
- 1834, 13. Mai, Carl Brandenburg, † 29. Oktober 1902 in Wolbeck, Jurist, Politiker, Abgeordneter des Reichstags und des Preußischen Abgeordnetenhauses
- 1836, 29. Januar, Carl Hugenberg, † 6. November 1882 in Hannover, preußischer Verwaltungsjurist und nationalliberaler Politiker
- 1837, 21. Januar, Gustav Struckmann, † 28. Oktober 1919 in Hildesheim, Politiker und Oberbürgermeister von Hildesheim
- 1837, 2. August, Karl Westerkamp, † 19. Mai 1901 in Bad Ems, Politiker, Oberbürgermeister von Osnabrück
- 1838, 28. April, Adolf Rosenthal, † 23. September 1866 in Osnabrück, Bildhauer
- 1838, 5. Juni, Ernst von Wedel, † 25. November 1913 in Weimar, Oberstallmeister von Kaiser Wilhelm II.
- 1839, 27. Juli, Hermann Struckmann, † 20. Dezember 1922 in Berlin, Jurist
- 1840, 10. Januar, Werner von Schrader, † 8. Februar 1922 in Celle, Richter und Parlamentarier
- 1840, 20. Dezember, Adolf Bock von Wülfingen, † 8. November 1920 in Göttingen, preußischer Generalmajor
- 1843, 22. Januar, Friedrich Blass, † 5. März 1907 in Halle (Saale), Altphilologe
- 1843, 17. September, Christian Pieper, † 1934 in Stuttgart, Porträt-, Genre- und Landschaftsmaler
- 1847, 29. Juli, Friedrich Holthaus, † 18. November 1928 in Hannover, Lehrer, Schauspieler, Opernsänger und Heldentenor
- 1850, 8. Mai August Ludwig Meyer, Domarchivar
- 1850, 16. Mai, Wilhelm Thörner, † 9. September 1920 in Osnabrück, Chemiker, Gründer des Untersuchungsamts für Nahrungsmittel und chemisch-technische Erzeugnisse in Osnabrück

### 1851 bis 1900
- 1851, 21. Dezember, Eduard Hermann von Lütcken, † 10. November 1926, Gutsbesitzer, Richter und Parlamentarier
- 1852, 10. November, Adolf Franke, † 21. November 1937 in Eisenach, preußischer General der Artillerie
- 1853, 27. April, Karl Breusing, † 15. Januar 1932 in Berlin-Steglitz, Baubeamter und Ministerialdirektor
- 1854, 5. Juni, Rudolf Mönnich, † 13. August 1922 in Berchtesgaden, Architekt und preußischer Baubeamter
- 1854, 31. Dezember, Georg Thieler, † 10. Februar 1945 in Bad Sooden, Jurist und Bürgermeister von Jena
- 1855, 24. Juli, Adolf Hagemann, † 7. Dezember 1908 in Bremerhaven, Stadtdirektor
- 1857, 25. April, Ludwig Kuhlenbeck, † 13. Mai 1920 in Jena, Jurist
- 1858, 6. Juni, Bruno Oskar Klein, † 22. Juni 1911 in New York, deutsch-amerikanischer Pianist, Organist und Komponist
- 1858, 19. Oktober, William Balck, † 15. Juli 1924 in Aurich, preußischer Generalleutnant
- 1859, 14. April, Rudolf Frische, † September 1923 in Osnabrück, Maler
- 1859, 9. Mai, Carl Friedrich Engelen, † 18. Juli 1936 in Osnabrück, Jurist und Politiker, Reichstags- und Provinziallandtagsabgeordneter
- 1859, 24. Dezember, Friedrich Bernhard André, † 16. Juni 1927 in Marburg, Rechtswissenschaftler
- 1861, 7. Juli, Ernst Finkenstaedt, † 18. Februar 1935 in Osnabrück, Jurist und Politiker, Abgeordneter im Provinziallandtag von Hannover, Bürgervorsteherkolleg
- 1861, 23. Oktober, Clemens August Ostman von der Leye, † 4. Juli 1933 in Atter, Landrat
- 1861, 26. Dezember, Gustav Schaumann, † 7. Dezember 1937 in Ospedaletti, Architekt, Stadtrat und Baubeamter
- 1862, 20. Dezember, Christian Dütting, † 22. Juli 1921 in Bad Nauheim, Bergwerksdirektor
- 1863, 28. Januar, Wilhelm Klußmann, † 17. April 1941 Osnabrück, Verwaltungsjurist und Kommunalbeamter in Preußen
- 1863, 8. März, Emil Daniels, † 1934 in Berlin, Historiker
- 1863, 21. Juli, Hugo Böttger, † 17. Februar 1944 in Berlin, Publizist, Reichstagsabgeordneter, Burschenschaftsfunktionär
- 1864, 31. August, Heinrich Hackmann, † 13. Juli 1935 in Hildesheim, evangelischer Theologe, Religionshistoriker und Sinologe
- 1864, 15. Oktober, Gustav Beckmann, † 26. März 1928 in Erlangen, Historiker
- 1865, 20. März, Joseph Riehemann, † 26. Juni 1931 in Osnabrück, Gymnasiallehrer
- 1868, 20. Juli 1868, Karl Gosling, † 29. Dezember 1921 in Berlin, Verwaltungsjurist und Kommunalbeamter
- 1869, 28. April, Walther Philipp Franz von Miquel, † 1945 in Schwanenbeck, Verwaltungsjurist und preußischer Regierungspräsident
- 1869, 25. Mai, Alfred Hensen, † 20. Juli 1931 in Münster, Architekt und Baubeamter
- 1869, 13. November, August Heisenberg † 22. November 1930 in München, Byzantinist, Vater von Werner Heisenberg
- 1870, 21. Oktober, Carl Krone, † 4. Juni 1943 in Salzburg, Zirkusdirektor
- 1871, 6. Februar, Carl Vering, † 15. Juni 1955, Jurist, Kaufmann und Philosoph
- 1871, 3. März, Franz Langewand, † 19. März 1952 in Osnabrück, Handwerker und Politiker (Zentrum)
- 1872, 22. April, Otto Pertuss, † 8. August 1935 in Danzig, Industriemanager und Politiker
- 1872, 31. Mai, Bernard Wieman, † 10. Februar 1940 in Osnabrück, promovierter Jurist und Schriftsteller
- 1872, 22. Juni, Alois Holtmeyer, † 2. Februar 1931 in Köln, Architekt und Denkmalpfleger
- 1873, 14. Januar, Friedrich Westmeyer, † 14. November 1917 in Rethel, Politiker und Gewerkschafter
- 1873, 27. September, Gustav Görsmann, † 15. September 1942 im KZ-Dachau, römisch-katholischer Priester und Opfer des Nationalsozialismus
- 1874, 17. Januar, William Kurrelmeyer, geboren als Wilhelm Kurrelmeyer in Osnabrück, † 9. Oktober 1957 in Baltimore (USA), Germanist und akademischer Lehrer an der Johns Hopkins University in Baltimore
- 1874, 11. August, Siegfried Westerkamp, † 1945 oder 1970, Marineoffizier und Industrieller.
- 1875, 21. Mai, August Heinroth, † 9. April 1967 in Berlin-Zehlendorf, Jurist
- 1875, 13. Juni, Adolf Pohlmann, † 26. September 1956 in Hannover, Lehrer und Schulleiter, sowie Luftschiffer
- 1875, 13. Juli, Ernst Brandi, † 22. Oktober 1937 in Dortmund, Ingenieur, Manager und Verbandspolitiker im Ruhrbergbau
- 1875, 13. August, Karl Koch, † 28. Februar 1964 in Osnabrück, Lehrer, Botaniker und Naturschützer
- 1876, 3. August, Albert Sleumer, † 1964, Priester und Latinist, Cifal der Volapük-Bewegung
- 1876, 19. November, Ludwig Schirmeyer, † 10. Oktober 1960 in Osnabrück, Gymnasialprofessor und Heimathistoriker
- 1878, 21. April, Konrad Seling, † Januar 1949, römisch-katholischer Geistlicher und Generalvikar
- 1878, 7. November, Hugo Schulhof, † 13. November 1944 in Osnabrück, Rechtsanwalt und Notar
- 1879, Bruno Wenzel, † nach 1924, gründete 1921 in Hannover die erste Ortsgruppe der NSDAP außerhalb Bayerns
- 1880, 8. Mai, Carl Brose, † 1959, Bildhauer und Unternehmer
- 1881, 18. März, Julius Wehr, † 18. April 1962 in Bielefeld, preußischer Landrat
- 1881, 25. April, Alfred Runge, † 27. April 1946 in Ahausen, Architekt
- 1882, 14. Juni, Erich Haarmann, † 17. April 1945 in Bonn, Geologe
- 1883, 6. Juni, Tilly Musäus, † Oktober 1972, deutsche Theaterschauspielerin
- 1883, 13. Oktober, Karl Blume, † 5. Januar 1947 in Berlin, Komponist und Sänger (Grün ist die Heide)
- 1884, 4. Januar, Max Brose, † 11. April 1968 in Coburg, Kaufmann und Industrieller
- 1884, 17. September, Friedrich Leonard, † 21. Oktober 1958 in Osnabrück, Gymnasiallehrer und Klassischer Archäologe
- 1884, 22. September, Rudolf Wulfertange, † 29. Januar 1974 in Unkel, Schriftsteller, Maler und Bildhauer
- 1884. 4. Dezember, Friedrich Janssen, † 20. Februar 1959 in Stuttgart, Oberbürgermeister von Osnabrück
- 1885, 6. November, Karl Wilker, † 23. Mai 1980 in Bad Camberg, Reformpädagoge
- 1886, 9. Mai, Carl Christian Schmid, † 6. April 1955 in Meerbusch, Verwaltungsjurist, Politiker und Wirtschaftsfunktionär
- 1887, 16. Februar, Paul Borgelt, † 28. August 1971 in Bad Pyrmont, Schauspieler
- 1887, 16. März, Hermann Ohnesorge, † 2. Februar 1967 in Osnabrück, Turnlehrer. Er gilt als Begründer des modernen Kinderturnens.
- 1887, 24. April, Friedrich Michaelis, † 29. Juni 1969 in Hannover, Schlosser, Eisenbahn-Werkmeister, Lokomotivführer und Kommunalpolitiker sowie Opfer der NS-Justiz
- 1887, 17. September, Ernst Possel, † 20. Juli 1940 in Saanen, Mitglied im Vorläufigen Reichswirtschaftsrat und Bankier
- 1887, 31. Oktober, Heinrich Herlitzius, Buchdrucker, Oberbürgermeister Stadt Osnabrück, Mitglied des Niedersächsischen Landtags
- 1887, 4. November, Paul Steven, † 9. Mai 1961 in Neustadt an der Aisch, Kaufmann, NSDAP-Kreisamtsleiter, SA-Hauptsturmführer und -Pressesachbearbeiter
- 1888, 11. April, Alphonsa Giele, † 18. März 1943 in der Bismarcksee, römisch-katholische Ordensfrau, Missionarin und Märtyrin
- 1888, 5. September, Rudolf vom Bruch, Amtsarzt und Regionalhistoriker
- 1889, 30. Januar, Detmar Philippi, † 5. Januar 1981 in Schlüchtern, Jurist, Vorsitzender des Rechtsausschusses der evangelischen Kirche von Westfalen und Mitglied der Landessynode
- 1889, 10. April, Friedrich Alverdes, † 1. September 1952 in Marburg, Zoologe und Psychologe
- 1889, 7. Mai, Otto Löwenstein, † 25. März 1965 in New York, Neuropsychiater
- 1889, 19. Juni, Emil Böhmer, † 1981, Reichsgerichtsrat und Senatspräsident am Oberlandesgericht Stuttgart
- 1889, 5. Oktober, Walter Lichtschlag, † 1969, Arzt und SS-Führer
- 1891, 24. Februar, Alwine Wellmann, † 17. April 1966 in Osnabrück, Politikerin, Mitglied des Preußischen Landtages
- 1891, 12. April, Friedrich Hamm, † 4. Juli 1972 in Hannover, Geologe, Natur- und Landeskundeforscher in Niedersachsen
- 1892, 11. Mai, Johannes Vincke, geboren im Stadtteil Gretesch, † 3. März 1975 in Wallenhorst, katholischer Theologe, Rektor der Albert-Ludwigs-Universität Freiburg im Breisgau
- 1892, 22. Juni, Ludwig Bäte, † 30. April 1977 in Osnabrück, Schriftsteller, Lyriker, Kulturhistoriker
- 1892, 24. Oktober, Rudolf Detering, † 29. November 1977 in Hildesheim, lutherischer Theologe und Landessuperintendent
- 1893, 12. März Hermann Horstmann, † 24. Juni 1938 in Moskau, Rechtsanwalt und politischer Funktionär (KPD)
- 1893, 18. Mai Friedrich Imeyer, Lehrer und Geologe
- 1893, 5. Juli, Gustav Tweer, † 1. November 1916 in Hannover, Kunstflieger und Flugpionier
- 1893, 9. Oktober, Otto Meyer, † 11. Juli 1964 in Amsterdam,  Kunsthändler und Galerist
- 1894, 4. Januar, Max Brose, † 11. April 1968 in Coburg, Unternehmer
- 1894, 24. Januar, Robert Jaffé, † 21. Februar 1968 in Harderberg, Ingenieur, Landwirt und Politiker (DP)
- 1894, 3. Oktober, Walter Warlimont, † 9. Oktober 1976 in Kreuth, General der Artillerie
- 1894, 12. Oktober, Johannes Drees, † 3. September 1944 gefallen bei Compiègne, Frankreich, Reichstagsabgeordneter
- 1894, 9. Dezember, Erich Meyer, † 5. April 1955 in Frankfurt am Main, evangelischer Pfarrer und Mitglied des Provinziallandtages der Provinz Hessen-Nassau
- 1895, 4. April, Philipp Rüschemeyer, † 26. Oktober 1972 in Ohrbeck, Arzt und Kommunalpolitiker (Zentrumspartei/CDU)
- 1895, 24. April, Hanns-Gerd Rabe, † 3. März 1986 in Osnabrück, Lehrer, Kunstjournalist und Schriftsteller
- 1896, 25. Juni, Theodor Schmidt, † 20. Juli 1966 in Bad Krozingen, im Ortsteil Voxtrup geborener Politiker (CDU), Mitglied des Niedersächsischen Landtages.
- 1896, 22. Oktober, Adalbert Lutter, † 28. Juli 1970, Orchesterleiter (Nach Hause gehn wir nicht)
- 1896, 12. November, Heinrich Moshage, † 10. März 1968 in Düsseldorf, Bildhauer, Holzschnitzer, Zeichner und Medailleur
- 1897, 13. Mai, Ludwig Landwehr, † 10. August 1981 in Osnabrück, Politiker (KPD)
- 1897. 1. Juni, Bernhard Feldkamp, † 2. Oktober 1970 in Pye, Maler
- 1897, 28. November, Friedrich Vordemberge, † 1981 in Köln, Maler, Kunstprofessor
- 1898, 22. Juni, Erich Maria Remarque, † 25. September 1970 in Locarno, Schriftsteller (Im Westen nichts Neues)
- 1899, Wilhelm Grönemeyer † 1983, deutscher Ingenieur
- 1899, 2. März Friedrich Jonas, Lehrer und Botaniker
- 1899, 25. Juni, Karl Kühling, † 21. April 1985, Chefredakteur der Osnabrücker Neuen Tagespost und Autor
- 1899, 20. August, Alwin Pedersen, † 23. Juni 1974 auf Fünen, Zoologe und Sachbuchautor
- 1899, 21. September, Friedrich August Knost, 22. August 1982 in Osnabrück, Verwaltungsjurist
- 1899, 17. November, Friedrich Vordemberge-Gildewart, † 19. Dezember 1962 in Ulm, Vertreter des Konstruktivismus
- 1900, 27. Juni, Rolf Koolman, † 21. April 1954 in Lübeck, Silberschmied
- 1900, 27. November, Hans Bütow, † 11. Oktober 1991 in Hamburg, Journalist und Schriftsteller

### 1901 bis 1925
- 1901, 14. Januar, Wilhelm Gehring, † 24. Januar 1948 in Krakau, SS-Hauptscharführer im KZ Auschwitz
- 1901, 1. Juli, Johannes Lücke, † 19. Dezember 1968 in Osnabrück, Politiker
- 1902, 6. Februar, Josef Schawe, † 1. März 1983, Orientalist und Bibliothekar
- 1902, 23. Juni, Mathias Wieman, † 3. Dezember 1969 in Zürich, Schauspieler
- 1902, 18. Oktober, Bernhard Brockamp, † 20. Dezember 1968 in Osnabrück, Geophysiker und Polarforscher
- 1902, 16. Dezember, Heinrich „Heinz“ Klosterkemper, † 28. November 1976, Verwaltungsjurist und Landrat
- 1903, 25. März, Elfriede Scholz, gebürtig Elfriede Remark, † 16. Dezember 1943, Opfer des Nationalsozialismus
- 1903, 23. Juni, Hans Georg Calmeyer, † 3. September 1972, Rechtsanwalt, Gerechter unter den Völkern, Menschenretter
- 1903, 1. August, Alexander Adamczyk, † 22. Februar 1967, Slawist und Bibliothekar
- 1903, 30. September, Eberhard Westerkamp, † 27. Juni 1980, Jurist und Politiker (NSDAP)
- 1903, 28. Oktober, Reinhard Karl Julius Badenhoop, † 17. Januar 1973 in Köln, Jurist und Vorstand der Kommunalen Gemeinschaftsstelle für Verwaltungsvereinfachung
- 1904, 6. Juli, Ernst Bulthaup, † 4. Juli 1978 in Osnabrück, Politiker (SPD)
- 1904, 11. Dezember, Felix Nussbaum, † 2. August 1944 in Auschwitz, jüdischer Maler
- 1905, 28. Mai, Friedrich Sauthoff, † 23. Dezember 1994 in Düsseldorf, Maschinenbau-Ingenieur und Sachverständiger für Eisenbahnbremstechnik
- 1905, 27. August, Heinz Liepman, † 6. Juni 1966 in Agarone, Schriftsteller, Dramaturg, Literaturagent und Antifaschist
- 1905, 8. Dezember, Fritz Szalinski, † 20. Mai 1970 in Osnabrück, Bildhauer
- 1906, 6. Januar, Karl August Hahne, † 25. April 1982 in Gelsenkirchen, Gründer des Hochkirchlichen Apostolats St. Ansgar
- 1906, 14. August, Heinrich Walkenhorst, † 16. Dezember 1972 in Oldenburg, Leiter des Personalamtes der NSDAP
- 1906, 21. August 1906, Friedrich Hetling, † 14. Mai 1987 in Osnabrück, Politiker (SPD)
- 1906, Walter Borchers, † 16. Januar 1980 in Bad Salzuflen, Kunsthistoriker, Volkskundler und Museumsleiter
- 1907, 10. November, Wilhelm Hengelbrock, † 12. Februar 1945 in Manila/Philippinen, Ordensbruder
- 1907, 14. November, Heinz Seeger, † 11. Oktober 1996, Gewerkschafter, Herausgeber und Politiker (KPD, SPD, DFU)
- 1907, 11. Dezember, Hermann Hoberg, † 21. September 1992 Osnabrück, katholischer Theologe, Priester und Vizepräfekt des Vatikanischen Geheimarchivs
- 1908, 28. Februar, Johann Bangert, † 4. November 1993 in Bonn, Verwaltungsjurist
- 1908, 29. März, Walter Holsten, † 13. März 1982 in Alzey, evangelisch-lutherischer Theologe, Pastor und Hochschullehrer
- 1909, 8. März, Fritz Buntrock, † 24. Januar 1948 in Krakau, SS-Unterscharführer und Rapportführer im KZ Auschwitz-Birkenau sowie verurteilter Kriegsverbrecher
- 1909, 5. Mai, Wolfgang Heuer, † unbekannt, Politiker (DP, CDU)
- 1909, 26. Mai, Willi Baumert, † 10. Februar 1984, Psychiater, der während der Zeit des Nationalsozialismus an Euthanasieverbrechen beteiligt war
- 1909, 15. Juni, Helmut Baumert, † 3. November 1980 in Tübingen, Politiker (NSDAP) und SA-Führer
- 1910, 20. Februar, Rudolf Beckmann, † 14. Oktober 1943 im Vernichtungslager Sobibór, SS-Oberscharführer und Kriegsverbrecher
- 1910, 20. Mai, Jürgen von Kempski, † 11. Oktober 1998 in Berlin, Jurist, Philosoph und Sozialwissenschaftler
- 1910, 5. Juli, Otto Brinkmann, † 5. Februar 1985 in Enger, SS-Hauptscharführer
- 1910, 17. September, Walter Mellmann, † 2001 in Osnabrück, Bildhauer und Graphiker
- 1910, 26. Oktober, August Bödecker, † 5. September 1953 ebenda, Flugpionier
- 1911, 5. Januar, Walter Hammersen, † 10. Oktober 1990 in Wiesbaden, Politiker (NSDAP, FDP)
- 1911, 2. April, Ferdinand Kirchhof, senior, † 2004, Jurist, Richter am Bundesgerichtshof
- 1911, 14. Juni, Heinrich Hiltermann, † 28. Dezember 1998 in Bad Laer, Paläontologe
- 1911, 15. September, Franz Lucas, † 7. Dezember 1994 in Elmshorn, KZ-Arzt
- 1911, 26. September, Eduard Sausmikat, † 20. September 1999 in Osnabrück, Fußballspieler und -trainer
- 1912, Hans-Otto Knackstedt, † 1995, katholischer Religionspädagoge
- 1912, 26. März, Kurt Felgner, † 2002, Musikpädagoge und Chorleiter
- 1912, 26. Juni, Wilhelm Schitli, † 31. März 1945 (vermisst), SS-Hauptsturmführer und Schutzhaftlagerführer im KZ Neuengamme
- 1912, 28. September, Hanna Deinhard (geb. Levy), † 14. Juli 1984 in Basel, Kunsthistorikerin
- 1912, 30. November, Bernhard Weber, † 25. März 1974 in Linz am Rhein, Chorkomponist und Chorleiter
- 1913, 18. Mai, Monika Plessner, † 2008, Kunsthistorikerin und Übersetzerin
- 1913, 28. September, Helmut Hermann Wittler, † 30. Dezember 1987 in Osnabrück, Bischof von Osnabrück
- 1913, 10. November, Heinz Mellmann, † 5. Mai 1945 in Beelitz, Grafiker
- 1913, 11. November, Hermann Hackmann, † 20. August 1994 in Uslar, SS-Hauptsturmführer im KZ Majdanek und KZ Buchenwald tätig
- 1914, 2. April, Rudolf Lange, † 17. April 2007 in Hannover, Journalist und Theaterkritiker sowie Lehrer, Schriftsteller und Herausgeber
- 1914, 6. Juli, Hans Borgelt, † 17. Februar 2000 in Berlin, Journalist und Autor
- 1914, 28. Oktober, Kurt Weitkamp, † 19. August 2001, Schauspieler, Hörspiel- und Synchronsprecher
- 1915, 23. Februar, Heinz Flotho, † 29. Januar 2000 in Gelsenkirchen, Fußballtorwart
- 1915, 3. März, Herbert Tiede, † 13. Dezember 1987 in München, Schauspieler
- 1916, 3. März, Benno Sterzenbach, † 13. September 1985 in Feldafing, Schauspieler
- 1916, 26. Mai, Otto Coors, † 14. August 1970, Fußballspieler
- 1917, 12. März, Lisa Volmer, † 28. Mai 1993 in Georgsmarienhütte, Politikerin (SPD) und Abgeordnete des Ernannten Hannoverschen und des Ernannten Landtages von Niedersachsen
- 1917, 15. September, Rolf Wandhoff, † 4. November 1995, Regierungspräsident der Regierungsbezirke Lüneburg und Stade
- 1918, Thomas A. Krüger, † 1984, Maler und Grafiker
- 1918, 31. März, Hildegard Diessel, † 29. Mai 1971 in Bad Neuenahr, Schriftstellerin
- 1918, 22. Oktober, Hans Kovermann, † 14. März 1986 in Stendal, Fußballspieler
- 1919, 26. Februar, Irmgard Woldering, † 24. April 1969 in Hannover, Kunsthistorikerin, Ägyptologin und Museumsleiterin
- 1919, 13. Mai, Hanns Aderhold, † 1987 in Wellinghofen, Wasserspringer, mehrfacher Deutscher Meister, Europameister und Olympiateilnehmer 1952
- 1919, 6. Oktober, Friedel Meyer, † 25. Dezember 2001 in Gelsenkirchen-Horst, Fußballspieler
- 1919, 13. Dezember, Kurt Lange, † 1. August 2009, Ingenieur und Hochschullehrer
- 1920, 9. Januar, Walter Haas, † 10. Februar 1996 in Osnabrück, Politiker, Mitglied des Niedersächsischen Landtags
- 1920, 24. Juni, Herbert Hellmann, † 8. Januar 1990, Politiker
- 1921, 13. Januar, Ferdinand Erpenbeck, † 20. Januar 1997 in Osnabrück, Politiker, Mitglied des Bundestages
- 1921, 10. Februar, Margarete Herzberg, † 29. März 2007 in Woltersdorf bei Berlin, Opernsängerin
- 1921, 15. August, Walter Holy, † 7. März 2006 in Köln, Trompeter, Hochschullehrer
- 1921, 11. Oktober, Hans Haferkamp (Hannes), † 30. Juni 1974, Tabakwaren-Einzelhändler und Vertrags-Fußballspieler VfL Osnabrück, Fußballnationalspieler
- 1921, 25. Oktober, Gerhard Fricke, † 29. Januar 2024, Experimentalphysiker und Hochschullehrer
- 1921, 15. Dezember, Karl-Heinz Schnabel, † 26. Juni 1992 in Darmstadt, Maler und Zeichner
- 1922, 14. Juli, Ursula Lübbe, † 19. August 2016 in Bergisch Gladbach, Verlegerin und Mitinhaberin des Bastei-Verlags
- 1922, 29. Juli, Hans Edzard Busemann, Diplomat in den Niederlanden, Indien und Argentinien, zuletzt Generalkonsul in Italien
- 1923, 7. Mai, Ursula Daphi (geb. Ellinghaus), † 5. Juli 2013 in Osnabrück, Malerin
- 1923, 9. Juli, Otto Busse, Schauspieler und Hörspielsprecher
- 1923, 17. November, Hubertus Brandenburg, † 4. November 2009 in Osnabrück, Bischof von Stockholm
- 1924, 16. Juli, Leo Victor Fromm, † 27. Juli 2001, Gründungsherausgeber der Neuen Osnabrücker Zeitung
- 1924, Waldemar Burghard, † Januar 2002, Polizeibeamter und bis 1983 Direktor des Landeskriminalamtes Niedersachsen
- 1924, 16. Mai, Karl-Heinz Höne, † 13. Februar 2008 in Berlin, Kantor, Kirchenmusikdirektor, Dozent und Komponist
- 1924, 17. November, Ursula Flick, † 1. Oktober 2006 in Celle, Politikerin, Landtagsabgeordnete und Oberbürgermeisterin der Stadt Osnabrück
- 1924, 23. November, Klaus Überall, † 29. Oktober 2008 in Bad Wiessee, Regisseur
- 1925, 14. Mai, Heinrich Fiening, † 26. Dezember 2018, Fußballspieler
- 1925, 21. Juni, Dieter Rieke, † 4. September 2009 in Rüsselsheim, Journalist und Politiker (SPD)
- 1925, 7. Oktober, Peter Koch, † 20. November 2012 in Osnabrück, Musikpädagoge und Komponist
- 1925, 23. Dezember, Hans Engelhard, Internist und ärztlicher Standespolitiker

### 1926 bis 1950
- 1926,  16. Februar Gudula Budke, † 6. November 2024 in Osnabrück; Schriftstellerin und Lyrikerin
- 1926, 9. April, Ewald Aul, † 10. April 2013 in Osnabrück, Holocaust-Überlebender, Speditionskaufmann und Vorsteher der Jüdischen Gemeinde Osnabrück
- 1926, 4. Juni, Bruno Fabeyer, † 8. Februar 1999 in Bad Orb, Gewaltverbrecher
- 1926, 8. November, Peter van Pels, † 10. Mai 1945 im KZ Mauthausen, Opfer des Nationalsozialismus, Freund der Familie Anne Franks
- 1926, 26. November, Helmut Lüdtke, † 27. April 2010 in Kiel, Lusitanist und Romanist, Linguistik-Professor an der Christian-Albrechts-Universität zu Kiel
- 1927, 20. Januar, Egon Kuhn, † 23. Januar 2019 in Hannover, Kommunalpolitiker, Sozialdemokrat und Gewerkschafter
- 1927, 21. Januar, Ilse Sanders, † 15. November 1986, Politikerin (CDU)
- 1927, 23. Juli, Jürgen Driehaus, † 29. Dezember 1986 in Nürnberg, Prähistoriker
- 1927, 8. September, Karl Peter Grotemeyer, † 30. Juli 2007 in Bielefeld, Mathematiker, von 1970 bis 1992 Rektor an der Universität Bielefeld
- 1927, 3. Dezember, Ewald Nienhaus, † 1. August 1998, Fußballspieler
- 1927, 27. Dezember, Werner Lenz, † 24. Oktober 2004 in Bremerhaven, Politiker (KPD), später (SPD)
- 1928, 26. Januar, Heinrich Franke, † 26. Juni 2004 in Nürnberg, Politiker, Präsident der Bundesanstalt für Arbeit
- 1928, 21. Juni, Elisabeth Gössmann, † 1. Mai 2019 in München, katholische feministische Theologin
- 1928, 10. Mai, Alfred Emmerlich, † 31. März 2017, Jurist und Politiker, MdB
- 1928, 12. Juli, Edelhard Harlis, † 3. Juli 1985 in Düsseldorf, Möbeldesigner und Innenarchitekt
- 1929, 6. März, Heinrich Boge, † 13. Mai 2020 in Hannover, Polizeibeamter, Präsident des deutschen Bundeskriminalamtes (BKA)
- 1929, 26. April, Friedel Meyer, † 6. September 2007, Elektromeister, Politiker (FDP), Abgeordneter Nordrhein-Westfalens
- 1929, 13. August, Walter Kannengießer, † 8. April 2025, Wirtschaftsjournalist
- 1929, 22. August, Lieselotte Rau, † 30. Dezember 2017 in Berlin, Schauspielerin
- 1929, 3. September, Alfred Montag, † 5. September 1998, Lebensmittelchemiker
- 1929, 11. November, Horst Dieter Brabänder, † 14. November 2020 in Göttingen, Forstwissenschaftler, Forstökonom und Hochschullehrer
- 1930, 22. Juni, Reinhold Remmert, † 9. März 2016 in Osnabrück, Mathematiker
- 1930, 13. Juli, Heinz Eickmeyer, † 3. November 1994 in München, Filmarchitekt, Bühnenbildner und Kostümbildner
- 1930, 8. Oktober, Horst Borcherding, † 9. Februar 2015 in Osnabrück, Fußballtorwart, saarländischer Nationalspieler
- 1930, 29. Oktober, Carl Möller, † 5. November 2011 in Osnabrück, Bauingenieur, Bauunternehmer und Politiker, Oberbürgermeister der Stadt Osnabrück
- 1930, 13. Dezember, Alfred Drees, Psychiater, Psychoanalytiker und Hochschullehrer
- 1931, 29. Januar, Hans May, † 13. August 2019 in Loccum, evangelisch-lutherischer Theologe
- 1931, 3. März, Hannelore Marschall-Oehmichen, † 16. Mai 2003 in Augsburg, Puppenschnitzerin, Synchronsprecherin und Theaterleiterin
- 1932, 27. März, Heinrich Egon Weber, † 2. Mai 2020 in Bramsche, Vegetationskundler, Musikwissenschaftler und Hochschullehrer
- 1932, 18. Juni, Hannah Schreckenbach, Architektin und Bauingenieurin
- 1933, 24. Januar, Horst Jungkurth, General der Bundeswehr
- 1933, 13. März, Dietrich Helms, † 10. August 2022 in Hamburg, Grafiker, Maler, Objektkünstler und Professor
- 1933, 25. Juni, Friedel Helbrecht, † 5. Oktober 2009, Architekt und Fußballspieler
- 1933, 14. Juli, Werner Suerbaum, Altphilologe
- 1933, 23. September, Horst Albrecht, † 2. November 2012 in Sigmaringen, Generalmajor der Bundeswehr
- 1933, 29. Oktober, Rolf Overberg, † 14. Dezember 1993 in Osnabrück, Keramikkünstler
- 1933, 4. November, Volker Kühn, † 20. September 2015 in Berlin, Autor, Fernseh- und Theaterregisseur sowie Filmproduzent
- 1933, 17. Dezember, Volker ter Meulen, Mediziner
- 1934, Bernhard Winking, Architekt, Stadtplaner und Hochschullehrer
- 1934, Jürgen Heinemann, Fotograf
- 1934, 21. Januar, Wolfgang Bartholomäus, † 14. Juli 2008, katholischer Theologe
- 1934, 15. März, Jost Vacano, Kameramann
- 1934, 27. April, Jürgen Kühling, † 16. Dezember 2019, Jurist, Richter des Bundesverfassungsgerichts
- 1934, 13. Juli, Peter Bulthaup, † 29. Oktober 2004, Philosoph und Chemiker
- 1934, 22. Dezember, Reinhold Stühlmeyer, † 9. September 2012 in Kiel, Gewerkschafter und Politiker
- 1935, 23. März, Ernst Finkemeyer, † 7. August 1981 in Sölden, Jurist und Oberstadtdirektor von Essen
- 1935, 28. September, Inge Schmitz-Feuerhake, Physikerin und Mathematikerin, Mitglied im Kuratorium der Deutschen Umweltstiftung
- 1936, 27. Februar, Peter Krause, Richter, Rechtswissenschaftler und Hochschullehrer
- 1936, 10. April, Rainer Warning, † 1. Januar 2024, Romanist
- 1936, 2. Juni, Hans Micheiloff, Einzelhandelskaufmann in Osnabrück, Tischtennis-Bundesliga-Spieler Osnabrück, Nationalspieler und Deutscher Meister
- 1936, 21. Juni, Johannes Eidt, Maler und Grafiker
- 1937, 25. März, Hartwig Piepenbrock, † 3. Juli 2013 in Berlin, Unternehmer, Mäzen und Präsident des VfL Osnabrück
- 1937, 31. Mai, Winfried Schlepphorst, † 24. September 2006 in Osnabrück, Musikwissenschaftler, Organist und Orgeldenkmalpfleger
- 1937, 19. Juni, Rudolf Klußmann, † 3. April 2022 in München, Internist, Facharzt für Psychosomatik und Psychotherapie, Psychoanalytiker, Lehr- und Kontrollanalytiker
- 1937, 24. September, Uwe E. Reinhardt, † 14. November 2017 in Princeton, New Jersey, Gesundheitsökonom
- 1937, 13. Oktober, Rudolf Seiters, Politiker, Bundesminister und Vizepräsident des Bundestages
- 1937, 21. November, Hans-Horst Henschen, † 20. Juni 2016 in München, Übersetzer
- 1939, Walter Hollstein, Schweizer Soziologe
- 1939, 29. April, Ulrich Roloff-Momin, Politiker (FDP, parteilos)
- 1939, 22. September, Paul Uwe Dreyer, † 10. September 2008 in Stuttgart, Maler, Hochschulprofessor und -rektor
- 1939, 26. September, Hans Huchzermeyer, Internist und Musikwissenschaftler
- 1940/41, Jürgen Molitor, Basketballspieler und -funktionär
- 1940, Herbert Schulte, Erziehungswissenschaftler
- 1940, 1. März, Lothar Schruff, † 10. Oktober 2024, Wirtschaftswissenschaftler
- 1940, 8. April, Jürgen Elstrodt, Mathematiker
- 1940, 21. April, Elke Müller, † 14. August 2014 in Thuine, Politikerin, Mitglied des Niedersächsischen Landtags
- 1940, 9. Juni, Rudolf Wienands, Architekt
- 1940, 16. September, Dietrich H. Hoppenstedt, Präsident des Deutschen Sparkassen- und Giroverbands
- 1940, 27. September, Eva-Maria Alves, † 6. Oktober 2021 in Hamburg, Schriftstellerin
- 1940, 3. Oktober, Ekkehard Ramm, Bauingenieur
- 1940, 10. Dezember, Edda Goede, Politikerin, MdL
- 1941, 10. November, Hans-Wolf Sievert, Unternehmer und Hochschullehrer
- 1942, 6. Juni, Peter Bensmann, Politiker
- 1943, 21. Februar, Paul Kirchhof, Richter des Bundesverfassungsgerichts, Professor für Steuerrecht an der Universität Heidelberg
- 1943, 14. März, Volker Rattemeyer, Kunsthistoriker
- 1943, 19. April, Heide Moser, † 10. April 2009 in Norderstedt, Politikerin
- 1943, 29. Juni, Hartmut Albers, Jurist, Richter am Bundesverwaltungsgericht
- 1943, 15. August, Udo Böhs, Fußballtorwart
- 1944, Hans-Joachim Manske, Kunsthistoriker und Kurator
- 1944, 16. August, Egon Geerkens, Unternehmer
- 1944, Dietrich Kayser, Schriftsteller, Übersetzer, Hörspiel- und Sachbuchautor und Hochschullehrer
- 1945, Ulrich Greiwe, Autor und Journalist.
- 1945, 6. Oktober, Marie-Luise Recker, Historikerin
- 1946, 16. Januar, Heike Hustede, Schwimmerin
- 1946, 19. Juli, Ulli Martin, Schlagersänger
- 1947, 11. Januar, Egon Homm, Basketballspieler
- 1947, 13. Dezember, Wolfgang Kohlhaußen,  Violinist und Orchesterleite
- 1948, 25. September, Alfred Cordes, Schriftsteller und Lehrer
- 1948, 5. Dezember, Ernst Schwanhold, Politiker
- 1949, 19. Februar, Luise Schorn-Schütte, Historikerin
- 1949, 1. Mai, Jost Bauch, † 2. Dezember 2018, Soziologe, freiberuflicher Dozent und Publizist
- 1949, 15. Mai, Reinhard Lührmann, Biochemiker
- 1949, 25. Oktober, Wolfgang Korte, General der Bundeswehr
- 1950, 21. Juni, Ferdinand Kirchhof, Richter des Bundesverfassungsgerichts, Professor für Steuerrecht an der Universität Tübingen

### 1951 bis 1975
- 1951, Gerd Held, Sozialwissenschaftler und Publizist
- 1951, Roland Rölker, Historiker und Archivar
- 1951, 6. Januar, Detlef Hegekötter, Fußballspieler
- 1951, 23. April, Hendrik Schaper, Rockmusiker und Keyboardspieler
- 1951, 12. Mai, Philip Kunig, Rechtswissenschaftler und Professor für Staatsrecht, Verwaltungsrecht und Völkerrecht an der Freien Universität Berlin
- 1951, 15. September, Andreas Schriever, Jurist, Richter am Bundessozialgericht
- 1951, 9. Oktober, Kalla Wefel, Kabarettist, Autor und Musiker
- 1951, 20. November, Brigitte Scharmacher, Tischtennisspielerin VfL Osnabrück, Nationalspielerin und Deutsche Meisterin
- 1951, 24. Dezember, Beppo Pohlmann, Liedermacher, Texter und Komponist
- 1952, 18. Mai, Joachim Luhrmann, † 24. Mai 2023 in Osnabrück, Musiker, Schlagzeuger und Perkussionist
- 1952, 8. Oktober, Gabriela König, Politikerin und Mitglied des Niedersächsischen Landtags
- 1952, 28. Oktober, Roland Koch, Fußballtrainer
- 1953, 1. Februar, Werner Lorenz, Bautechnikhistoriker
- 1953, 17. Februar, Lothar Gans, Fußballspieler, -trainer und -funktionär
- 1953, 19. Juni, Harald Wehmeier, Journalist und Autor
- 1954, 28. Mai, Thomas Keller, deutsch-französischer Kulturwissenschaftler und Hochschullehrer
- 1954, 23. Juli, Hans-Peter Jakst, Radrennfahrer
- 1955, 30. Januar, Peter Kruse, † 1. Juni 2015, Psychologe
- 1955, Ralf Neuhaus, Autor, Strafverteidiger und Rechtswissenschaftler
- 1955, 8. März, Thomas Bellut, Journalist, Intendant des ZDF
- 1955, 1. April, Jutta Wiegmann, Gründerin und Leiterin des Instituts für Schauspiel, Film-Fernsehberufe (iSFF)
- 1955, 30. August, Uwe Fellensiek, Schauspieler
- 1955, 20. Dezember, Peter Witte, Gitarrist, Sänger, Komponist, Bandleader
- 1956, Dominikus Witte, freischaffender Künstler
- 1956, 3. Februar, Jorg Christian Salzmann, lutherischer Theologe
- 1956, 12. Februar, Inge Jaehner, † 13. März 2016 in Ostercappeln, Kunsthistorikerin
- 1956, 5. März, Beate Bröcker, Politikerin (SPD)
- 1956, 27. März, Michael Stegemann, Musikwissenschaftler, Komponist und Autor
- 1956, 29. März, Ralf Holtmeyer, Diplom-Sportlehrer und Bundestrainer des Deutschen Ruderverbandes (DRV)
- 1956, 24. Mai, Angelika Strotmann, römisch-katholische Theologin
- 1956, 14. September, Michael Schulte-Markwort, Kinder- und Jugendpsychiater
- 1956, 26. September, Sabine Brünig, Politikerin (SPD)
- 1956, 18. November, Michael Marahrens, politischer Beamter (Bündnis 90/Die Grünen)
- 1956, 16. Dezember, Peter Kitzmann, Fußballspieler
- 1957, 22. Februar, Heiko Flottmann, Fußballspieler und -trainer
- 1957, 27. April, Clemens Lammerskitten, Politiker, MdL
- 1957, 9. Juni, Karin Detert-Weber, Politikerin (SPD), Mitglied des Niedersächsischen Landtags
- 1957, 7. August, Anke Nienkerke-Springer, Unternehmensberaterin und Autorin
- 1957, 7. Dezember, Maren Kern, Juristin und Mitglied des Vorstands des BBU Verband Berlin-Brandenburgischer Wohnungsunternehmen
- 1958, Franka Hörnschemeyer, bildende Künstlerin
- 1958, 16. Januar, Claudia Schwarze, Cellistin und Musikpädagogin
- 1958, 14. Juni, Olaf Scholz, Politiker (SPD), Bundeskanzler der Bundesrepublik Deutschland (2021–2025), Bundesminister der Finanzen (2018–2021), Erster Bürgermeister von Hamburg (2011–2018), Bundesminister für Arbeit und Soziales (2007–2009)
- 1958, 20. Juli, Ulrike Gleixner, Historikerin und Hochschullehrerin
- 1958, 24. September, Hansjörg Haack, Jurist, Autor und Fachanwalt für Medizinrecht
- 1958, 14. Oktober, Norbert Placke, Fußballspieler
- 1958, 14. November, Enno Schmidt, Künstler und Aktivist
- 1959, 10. April, Bernd J. Kröger, Physiker und Neurowissenschaftler sowie Phonetiker
- 1959, 27. Mai, Andreas Leimbach, Unternehmer und Finanzierungsexperte
- 1959, 19. Juni, Christian Wulff, Politiker (CDU), Bundespräsident der Bundesrepublik Deutschland (2010–2012), Ministerpräsident des Landes Niedersachsen (2003–2010)
- 1959, 7. September, Jens Scholz, Anästhesiologe, Hochschullehrer und Vorstandsvorsitzender des Universitätsklinikums Schleswig-Holstein
- 1959, 25. Oktober, Eva Schlotheuber, Historikerin
- 1960, Dorsten Diekmann, Bildhauer
- 1960, Gerrit Heinemann, Wirtschaftswissenschaftler
- 1960, Susanne Laugwitz-Aulbach, Germanistin und Theaterwissenschaftlerin
- 1960, Stefan Rosu, Kulturmanager
- 1960, 14. März, Boris Pistorius, Politiker (SPD), Bundesminister der Verteidigung (seit 2023), Niedersächsischer Minister für Inneres und Sport (2013–2023), Oberbürgermeister der Stadt Osnabrück (2006–2013)
- 1960, 19. März, Stefan Moser, Sportreporter für RTL, Eurosport und Motors TV
- 1960, 11. April, Thomas Gerdiken, Musiker
- 1960, 19. Juli, Bettina Cadenbach, Diplomatin
- 1960, 19. Oktober, Thomas Leimbach, Politiker (CDU)
- 1960, 21. Oktober, Peter Gausmann, Betriebswirt und Pädagoge
- 1961, Beate Dölling, Schriftstellerin
- 1961, 1. Februar, Volker Fried, Feldhockey-Spieler, vierfacher Teilnehmer Olympische Sommerspiele, Gold- und Silbermedaillengewinner
- 1961, 3. März, Ellen Siegers, Richterin am Bundesfinanzhof
- 1961, 12. April, Axel Wöstmann, Wettkampfruderer, Deutscher Meister, Teilnehmer Olympische Sommerspiele 1984
- 1961, 28. April, Torsten Bremer, Physiker, Geschäftsführer und Ruderer
- 1961, 29. Juni, Damian Läge, Psychologe, Philosoph und Philatelist
- 1961, 27. Juli, Ralf von Diericke, Fußballspieler
- 1961, 10. August, Martina Brockmeier, Agrarökonomin, Professorin für Internationalen Agrarhandel und Welternährungswirtschaft
- 1961, 7. September, Jochen Horst, Schauspieler, Adolf-Grimme-Preisträger (für Balko)
- 1961, 7. Oktober, Guido Jäger, Kontrabassist und Komponist
- 1961, 7. Oktober, Thomas Möllenkamp, Wettkampfruderer, mehrfacher Deutscher Meister, Olympiasieger 1988 mit dem Deutschland-Achter
- 1961, 16. November, Hans-Jörg Michels, Volleyball-Nationalspieler
- 1962, Karin Vosseberg, Informatikerin und Hochschullehrerin
- 1962, Elisabeth Wolbers, Diplomatin
- 1962, 7. Mai, Jan Fleischhauer, Journalist, Kolumnist und Autor
- 1962, 19. Mai, Andreas Hofer, Schauspieler
- 1963, Jochen Geilfuß-Wolfgang, Germanist
- 1963, Axel Tuma, Wirtschaftswissenschaftler
- 1963, 2. Januar, Gerald Hartung, Philosoph
- 1963, 12. März, Beate Baumann, Büroleiterin der Bundeskanzlerin Angela Merkel
- 1963, 12. April, Henning Haßmann, Historiker und Landesarchäologe von Niedersachsen
- 1963, 27. April, Evelyn Herlitzius, Opernsängerin
- 1963, 27. Juni, Matthias Hartmann, Theaterregisseur, Intendant am Wiener Burgtheater
- 1963, 27. Juli, Ralf Hoffmann, Brigadegeneral der Luftwaffe der Bundeswehr
- 1963, 22. September, Ulf Metschies, Fußballspieler
- 1964, Volker Ellenberger, Kirchenmusiker
- 1964, Jörn Hartmann, Grafiker, Fotograf und Filmemacher
- 1964, Holger Kuße, Slavist
- 1964, 2. Januar, Christian Welp, Basketballspieler
- 1964, 28. Juli, Eva-Maria Faber, römisch-katholische Theologin, Rektorin der Theologischen Hochschule Chur
- 1964, 11. August, Gunda Rachut, Juristin und Vorstand der Stiftung Zentrale Stelle Verpackungsregister
- 1964, 10. September, Michael Wirtz, Fußballspieler
- 1964, 12. September, Dirk Gellrich, Fußballspieler
- 1964, 7. Oktober, Anke Hennig, Politikerin (SPD)
- 1964, 25. November, Jörg Schieb, Journalist
- 1964, 14. Dezember, Mathias Middelberg, Politiker
- 1965, Ulrike Bartholomäus, Wissenschaftsjournalistin, Autorin und Coach
- 1965, 7. August, Martin Winter, Chemiker und Materialwissenschaftler
- 1965, 27. September, Achim Geisenhanslüke, Literaturwissenschaftler und Hochschullehrer
- 1965, 7. Oktober, Robert Schleisiek, Jazz-Pianist
- 1965, 21. Dezember, Michael Schenk, Schauspieler
- 1965, 27. Dezember, Christian Kleiminger, Jurist, Politiker (SPD), Mitglied des Deutschen Bundestages
- 1966, Hans-Jörg Czech, Kunsthistoriker und Museumsleiter
- 1966, Jörg Gläscher, Künstler und Fotojournalist
- 1966, Ulrich Herkenhoff, Komponist und Panflötist
- 1966, 12. Januar, Andreas Wallenhorst, Fußballspieler beim VfL Osnabrück
- 1966, 28. Januar, Gesche Tebbenhoff, Schauspielerin und Yogalehrerin
- 1966, 14. Mai, Stefan Holze, Fußballspieler
- 1966, 12. August, Arno Orzessek, Schriftsteller und Journalist
- 1966, 24. August, Astrid Hamker, Unternehmerin und Präsidentin des Wirtschaftsrates Deutschland der CDU
- 1966, 27. Dezember, Frank Henning, Finanzbeamter und Politiker (SPD)
- 1967, Heike M. Buhl, Psychologin und Hochschullehrerin
- 1967, Thomas Franke, Autor, Journalist und Filmproduzent
- 1967, 11. Februar, Markus Wulftange, Fußballspieler
- 1967, 19. April, Maren Schiller, Basketballspielerin
- 1967, 22. April, Frank Parlow, Regattasegler, Europameister, Weltmeister und Olympiateilnehmer
- 1967, 12. Juli, Oliver Becker, Präsident des Oberverwaltungsgerichts Sachsen-Anhalt
- 1968, 8. Januar, Ann-Kathrin Otto, Illustratorin, Szenenbildnerin, Theatermalerin, Moderatorin, Sängerin und Fotomodell
- 1968, 24. Januar, Birte Englich, † 2. September 2019 in Köln, Sozialpsychologin
- 1968, 25. Februar, Sabine Schlacke, Rechtswissenschaftlerin
- 1968, 28. Februar, Jo Lendle, Autor
- 1968, 30. April, Heiko Petersen, Musiker
- 1968, 8. Juni, Alexandra Landsberg, Politikerin
- 1968, 10. Juni, Christoph Schulte-Richtering, Autor
- 1968, 5. Juli, Jörg Engels, Jazzmusiker
- 1968, 8. August, Burkhard Meyer-Sickendiek, Literaturwissenschaftler
- 1968, 12. Oktober, Axel Schlote, Autor und Philosoph
- 1968, 16. Oktober, Ilka Böhning, Tischtennisspielerin und Ärztin
- 1968, 17. Oktober, Stefani Werremeier, Ruderin
- 1968, 12. November, Rolf-Ulrich Kunze, Historiker
- 1969, Rüdiger Dorn, Diplom-Handelslehrer und Spieleautor
- 1969, 6. Januar, Eva Högl, Politikerin (SPD), Wehrbeauftragte des Deutschen Bundestages (seit 2020), Mitglied des Deutschen Bundestages (2009–2020)
- 1969, 24. Februar, Jennifer Wasmuth, evangelisch-lutherische Theologin
- 1969, 12. März, Oliver Schawe, Weltmeister im Kickboxen im Weltverband WKA und Weltcupsieger im Taekwondo
- 1969, 6. Mai, Jenni Zylka, Schriftstellerin, freie Journalistin und Moderatorin
- 1969, 13. Juli, Jürgen Kaumkötter, Kunsthistoriker, Kurator und Autor
- 1970, Carolin Pienkos, Theaterregisseurin
- 1970, Jörg Endebrock, Kirchenmusiker
- 1970, Marc Hansmann, Wirtschaftswissenschaftler und Politiker (SPD)
- 1970, Silke Otto-Knapp, † 9. Oktober 2022 in Pasadena (USA), Malerin
- 1970, 29. Mai, Carsten Steuwer, Theater- und Filmschauspieler, Regisseur, Sprecher und Autor
- 1970, 17. Oktober, Michael Witte, Musiker und Liedermacher
- 1971, 1. Januar, Arne Thoms, Tennisspieler
- 1971, 1. Februar, Christian Winninghoff, Jazztrompeter und Flügelhornist
- 1971, 13. Februar, Matthias Klimsa, Schauspieler und Synchronsprecher
- 1971, 3. März, Klaus Perwas, Basketballnationalspieler und Trainer in der Basketball-Bundesliga
- 1971, 26. März, Holger Karp, Fußballspieler
- 1971, 29. April, Michael Kopatz, Umweltwissenschaftler
- 1971, 5. Juli, Birte Meyer, Basketballnationalspielerin
- 1972, 30. Mai, Claudia Bünte, Marketingwissenschaftlerin, Unternehmerin
- 1972, 4. Juli, Birgit Möller, Kamerafrau, Drehbuchautorin und Regisseurin
- 1972, 31. Oktober, Anke Hilbrenner, Historikerin
- 1973, 25. Oktober, Kim Kuci, Footballtrainer und ehemaliger -spieler
- 1974, 28. März, Tommy Morgenstern, Synchronsprecher
- 1974, 20. April, Daniela A. Ben Said, Sachbuchautorin
- 1975, 1. März, Krešimir Matijević, Althistoriker
- 1975, 19. April, Tilmann Otto, Roots-Reggae/Dancehall-Musiker, Künstlername Gentleman
- 1975, 11. Oktober, Corinna Rüffer, Politikerin (Bündnis 90/Die Grünen)

### 1976 bis 2000
- 1976, Kathrin Mädler, Dramaturgin, Theaterregisseurin und Intendantin
- 1976, Ulf Buermeyer, Jurist
- 1976, 4. Februar, Christian Hackenberger, Chemiker und Hochschullehrer
- 1976, 2. Juni, Sabine Hübner, Althistorikerin
- 1976, 9. Juli, Tobias Schwartz, Schriftsteller, Dramatiker und Übersetzer
- 1977, René Turrek, Graffitikünstler
- 1977, 4. August, Kathrin Wahlmann, Politikerin, Niedersächsische Justizministerin
- 1977, 29. September, Alena Buyx, Professorin für Medizinethik und Vorsitzende des Deutschen Ethikrats
- 1977, 14. November, Daniel Hopkins, Weltreisender Redakteur & Public Relations Manager
- 1978, Wolfgang Abendroth, Kirchenmusiker
- 1978, Susanne Bohlmann, Autorin, Regisseurin und Filmschaffende
- 1978, Heike M. Goetze, Theaterregisseurin
- 1978, 19. Januar, Sascha Steffen, Wirtschaftswissenschaftler und Hochschullehrer
- 1978, 1. März, Christian Richter, Schachspieler
- 1978, 23. April, Christian Hardinghaus, Historiker, Schriftsteller und Fachjournalist
- 1978, 11. Juni, Dennis Gastmann, Autor, TV-Reporter und Regisseur
- 1979/1980, Roland Senger, Basketballtrainer
- 1979, 18. April, Peter Hümmeler, Filmregisseur
- 1979, 4. August, Kathrin Wahlmann, Politikerin (SPD)
- 1979, 23. November, Julius Heinicke, Kulturwissenschaftler
- 1979, 7. Dezember, Esther Roling, Schauspielerin
- 1980, 12. August, Raik Thorstad, Buchautor
- 1980, 24. November, Jana Klinge, Schauspielerin
- 1981, 8. Januar, Daniel Strauch, Basketballspieler, Pädagoge und Autor
- 1981, 17. August, Dirk Hoberg, Koch, mit zwei Sternen im Guide Michelin ausgezeichnet
- 1982, 25. April, Diana Schneider, Schauspielerin und Sängerin
- 1983, 30. März, Holger Glandorf, Handball-Bundesligaspieler und als Nationalspieler Mitglied der Weltmeistermannschaft 2007 des DHB
- 1983, 9. April, Jutta Dettmann, Kommunalpolitikerin (SPD)
- 1983, 1. August, Simon Schnepp, Fotokünstler
- 1984, 18. März, Christine Rauh, Violoncellistin
- 1984, 6. August, Daniel Flottmann, Fußballspieler
- 1984, 6. Oktober, Marisa Wendt, Autorin und Regisseurin
- 1985, 17. März, Cha-Lee Yoon, Schauspieler und Stuntman
- 1987, 28. April, Robin Schulz, DJ und Musikproduzent
- 1987, 10. Juni, Emil Schwarz, Schauspieler
- 1988, 24. Januar, Jonas Glüsenkamp, Volkswirt und Kommunalpolitiker (Bündnis 90/Die Grünen)
- 1988, 19. November, Lisa-Marie Scholz, Fußballspielerin
- 1989, Tim Ellrich, Filmregisseur, Drehbuchautor und Produzent
- 1990, 7. Oktober, David Orhan Hänsel (Metrickz), Rapper
- 1990, 7. November, Maren Wallenhorst, Fußballspielerin
- 1992, 30. Januar, Christian Pauli, Fußballspieler
- 1992, 22. Juli, Carolin Schnarre, Behindertensportlerin und Paralympics-Teilnehmerin
- 1992, 7. September, Deniz Taskesen, Fußballspieler
- 1992, 13. September, Felix Klaus, Fußballspieler
- 1992, 18. Dezember, Sven Bensmann, Komiker und Musiker
- 1992, 31. Dezember, Julian Possehl, Handballspieler
- 1995, Olivia Papoli-Barawati, Schauspielerin und Musicaldarstellerin
- 1995, 20. August, Marcel Ruschmeier, Fußballspieler
- 1995, 19. Oktober, Nico Knystock, Fußballspieler
- 1996, 11. Januar, Kamer Krasniqi, Fußballspieler
- 1996, 28. März, Niko Kijewski, Fußballspieler
- 1996, 25. August, Donis Avdijaj, Fußballspieler
- 1997, 10. Februar, Maike Berentzen, Fußballspielerin
- 1997, 19. Oktober, Fabian Dammermann, Leichtathlet und Olympiateilnehmer
- 1998, 4. Februar, Omar Haktab Traoré, Fußballspieler
- 1998, 31. Juli, Leon Tigges, Fußballtorwart
- 1998, 31. Juli, Steffen Tigges, Fußballspieler
- 1999, 19. März, Tim Möller, Fußballspieler
- 1999, 27. September, Felix Agu, Fußballspieler
- 2000, 14. Februar, Fiona Sieber, Schachspielerin

### Ab 2001
- 2001, 27. Mai, Hakim Traoré, Fußballspieler
- 2004, 14. Februar, Noah Jänen, Basketballspieler
- 2004, 16. Mai, Maya Sendner, Volleyballspielerin
- 2005, 9. März, Leon-Oumar Wechsel, Fußballspieler
- 2006, 15. März, Nuha Jatta, Fußballspieler

## Persönlichkeiten, die in Osnabrück gelebt und gewirkt haben
- siehe auch: Liste der Bischöfe von Osnabrück
- siehe auch: Liste von Fußballspielern des VfL Osnabrück

### Bis 1800
- Reiner von Osnabrück († 1233), Einsiedler
- Jordan von Osnabrück (* vor 1237; † 15. April nach 1283), Kleriker und Autor
- Gerhard Hecker (* um 1465; † um 1538), Theologe des 16. Jahrhunderts
- Christian Sleibing (1505–1566), Magister, Schulleiter und Superintendent in Osnabrück
- Hermann von Kerssenbrock (1519–1585), Rektor des Gymnasiums Carolinum
- Lorenz Schrader (1538–1606), Rat des Bischofs von Osnabrück
- Gotthard Fürstenberg (1547–1617), Rat und Kanzler des Bischofs von Osnabrück
- Albert Lucenius (1580–1654), Jesuit, apostolischer Protonotar und Generalvikar
- Zacharias Goeze (1662–1729), Rektor am Ratsgymnasium
- Hermann Krochmann (1671–1728), evangelischer Theologe
- Paul Ignaz Liechtenauer (1673/44–1756), Organist, Domkapellmeister, Hofkapellmeister und Komponist
- Johann Franz Wagner (1733–1778), Dichter, Philologe und Hochschullehrer
- Heinrich August Vezin (1745–1816), Jurist, Schriftsteller und Nachfolger Justus Mösers als Redakteur der „Westphälischen Beyträge“
- Heinrich Marx (1777–1838), Justizrat
- Johann Josef Franz Arendt (1786–1856), Sprachlehrer und Botaniker
- Johann Matthias Seling (1792–1860), Kaplan und „Mäßigkeitsapostel“ in Osnabrück
- Eduard Christian von Lütcken (1800–1865), Landdrost von Osnabrück

### 1801 bis 1850
- Heinrich Schüren (1801–1874), Lehrer und evangelischer Seminardirektor
- Carl Rosenthal (1803–1877), Volksschulpädagoge und Abgeordneter
- Carl Weibezahn (1804–1844), lutherischer Erweckungsprediger und Konsistorialrat in Osnabrück
- Hermann Kämper (1824–1877), Ingenieur und Eisenwaren-Fabrikant
- Wilhelm André (1826–1903), Jurist und Politiker, Stadtsyndikus in Osnabrück
- Otto Fischer (1826–1913), Lehrer und Gymnasialdirektor in Osnabrück
- Karl Herquet (1832–1888), Archivar und Historiker
- Bernhard Möllmann (1832–1897), Politiker und Oberbürgermeister
- Wilhelm Lepenau (1838–1901), Chemiker und Unternehmer
- Gustav Elstermann (1839–1923), Verleger
- August Haarmann (1840–1913), Eisenhütten-Ingenieur und Industrie-Manager
- Wilhelm Bölsche (1843–1893), Gymnasiallehrer und Paläontologe; wirkte in Osnabrück von 1872 bis 1893
- Antonius Fromm (1840–1916), Journalist und Verleger
- Franz Xaver Lütz (1840–1898), Architekt
- Carl Fischer (1841–1906), Arbeiter
- Alexander Behnes (1843–1924), Dom- und Diözesanbaumeister in Osnabrück
- Julius Bachmann (1844–1924), Jurist, Bürgermeister von Bromberg und Mitglied des Preußischen Herrenhauses
- Friedrich Knoke (1844–1928), Altphilologe, Heimatforscher und Direktor des Osnabrücker Ratsgymnasiums
- Ludwig Hoffmeyer (1845–1935), Lehrer und Autor zur Osnabrücker Stadtgeschichte
- Balduin Weidner (1845–1929), evangelischer Pfarrer und Superintendent in Osnabrück
- Julius Jäger (1848–1924), Gymnasiallehrer und Heimatforscher
- Helene Lange (1848–1930), Frauenrechtlerin und Bildungspolitikerin; arbeitete in Osnabrück als Erzieherin von 1867 bis 1871

### 1851 bis 1900
- Gustav Gärtner (1851–1929), Verwaltungsjurist und Politiker
- Friedrich Runge (1855–1903), Gymnasiallehrer und Historiker in Osnabrück
- Felix Hermann Maria Schoeller (1855–1907), Papierfabrikant
- Heinrich Denker (1857–1930), Pädagoge
- Nikolaus Bödige (1859–1926), Lehrer, Natur- und Heimatforscher
- Walter Rehfeld (1859–1933), Verwaltungsbeamter
- Karl Ulrichs (1863–1934), Theaterschauspieler, -regisseur und Intendant
- Clemens Breitenbach (1864–1943), Komponist und Pädagoge
- Adolf Sonnenschein (1866–1965), Regierungspräsident des Regierungsbezirks Osnabrück
- Ernst Rolffs (1867–1947), evangelischer Theologe und Stadtsuperintendent in Osnabrück sowie Mitglied der bekennenden Kirche
- Friedrich Grußendorf (1871–1958), Pastor der ev.-luth. Landeskirche Hannover
- Wilhelm Karmann (1871–1952), Unternehmer
- Hans Hallervorden (1872–1965), Leiter der Stadtgärtnerei und einer der Väter der „Grünen Finger“
- Friedrich Grebe (1873–1931), Politiker (Zentrum)
- Theodor Doebner (1875–1942), Maler
- August Josef Hagemann (1875–1950), Reichstagsabgeordneter der Zentrumspartei; lebte in Osnabrück
- Otto Vesper (1875–1923), Politiker (SPD)
- Heinrich Groos (1876–1944), Gewerkschaftssekretär und Arbeitsamtsdirektor in Osnabrück
- Christian Dolfen (1877–1961), Geistlicher und Archivar, Leiter des Diözesanmuseums
- Conrad Bäumer (1878–1960), Domorganist, Komponist und Domchordirektor in Osnabrück
- Matthias Brinkmann (1879–1969), Pädagoge und Biologe; lebte in Osnabrück
- Hermann Grupe (1881–1949), niederdeutscher Autor
- Heinrich Fründ (1880–1952), Chirurg; Leiter des Osnabrücker Stadtkrankenhauses 1920–38, von den Nationalsozialisten entlassen worden
- Günther von Steinau-Steinrück (1881–1942), Landrat und Abgeordneter des Provinziallandtages der preußischen Provinz Hessen-Nassau
- Bernhard Eggers (1882–1937), Politiker (NSDAP) und Regierungspräsident
- Walter Bubert (1886–1950), Gewerkschafter und Politiker (SPD)
- Ulrich Raydt (1886–1967), Chemiker und Vorstandsmitglied der Osnabrücker Kupfer- und Drahtwerke
- Johannes Petermann (1886–1961), Politiker (Zentrum, CDU), früherer Oberbürgermeister und Regierungspräsident in Osnabrück
- Wilhelm Renfordt (1889–1950), Maler, lebte und starb in Osnabrück
- Hans Gummel, (1891–1962), Prähistoriker und Museumsleiter
- Wilhelm Jahn (1891–1952), Polizeibeamter und SA-Führer
- Hans Ramshorn (1892–1934), Offizier und Politiker (NSDAP); Polizist in Osnabrück
- Wilhelm Rodenberg (1892–1955), Politiker (NSDAP) und Regierungspräsident
- Anton Storch (1892–1975), Politiker (CDU) und Bundesminister für Arbeit.
- Paul Leo (1893–1958), evangelischer Theologe und Geistlicher; bis zu seiner Vertreibung 1938 Pastor in Osnabrück
- Carla Woldering (1893–1983), Politikerin (CDU) und Abgeordnete im Niedersächsischen Landtag.
- Theo Burlage (1894–1971), Architekt
- Paul Erich Ewert (1894–1955), Kantor, Organist und Orgelbauer
- Kurt Heinrichs (1894–1971), Verwaltungsbeamter
- Ernst Herrmann (1895–1970), Geowissenschaftler, Forschungsreisender und Reiseschriftsteller
- Wilhelm Münzer (1895–1969), Politiker (NSDAP) und Beauftragter des Reichskommissars für die Provinz Zeeland in den Niederlanden
- Otto Marxer (1896–1942), Leiter der Osnabrücker NSDAP-Ortsgruppe
- Kurt Orinsky (1896–1990), Altphilologe und Gymnasiallehrer
- Walther Seifert, (1896–1982), Kryptoanalytiker
- Lotte Klemm, (1897–1989), Künstlerin und Kunsterzieherin
- Maria Rasch (1897–1959), Malerin
- Hermann van Pels (1898–1944), Opfer des Nationalsozialismus, Freund der Familie Anne Franks
- Karl Schäfer (1899–1970), Dirigent, Komponist, Pianist und Musikdirektor, lebte in Osnabrück
- Hans Wunderlich (1899–1977), Journalist und Politiker (SPD)
- Hans-Hermann Breuer (1900–1971), Historiker und römisch-katholischer Theologe
- Günther Wrede (1900–1977), Historiker und leitender Archivar

### Ab 1901
- Johann Spratte (1901–1991), Lyriker, Schriftsteller, Karikaturist und Grafiker
- Hermann Fissbeck (1902–1974), Politiker (SPD) und Betriebsrat der OKD
- Walter Wegner (1902–1978), Oberstadtdirektor und Staatssekretär
- Theo M. Landmann (1903–1978), Glasmaler; lebte und wirkte in Osnabrück
- Hans-Joachim Fischer (1904–2000), Politiker (NSDAP) und Regierungspräsident des Regierungsbezirks Osnabrück
- Hermann Gösmann (1904–1979), Rechtsanwalt in Osnabrück, ehemaliger Präsident des VfL Osnabrück und des Deutschen Fußball-Bundes
- Max H. Berling (1905–1999), Architekt; lebte ab den 1930er Jahren in Osnabrück
- Hella Hirschfelder-Stüve (1905–1977), bildende Künstlerin
- Emanuel Lindner (1905–1985), Architekt
- Theodor III. Nietner (1905–1988), Leiter des Friedhofamtes von Osnabrück
- Egon Friemann (1906–1967), Verwaltungsjurist
- Alexander Landgraf (1906–1972), Gestapobeamter
- Erich Szustak (1907–?), baute die 1932 die SS in Osnabrück auf
- Carl Cromme (1908–?), Bauingenieur und Architekt, Stadtbaurat, Ministerialrat und Bausenator
- Gerhard Sperling (1908–1975), Maler mit Atelier in Osnabrück
- Kurt Sydow (1908–1981), Musikpädagoge, Komponist, Musikwissenschaftler, Dozent und Hochschulrektor
- Erich Konrad (1910–1987), Täter des Holocaust und Politiker (CDU, FDP)
- Gustav Sorge, (1911–1978), SS-Hauptscharführer und Kriegsverbrecher
- Ruth Landmann (1912–2008), Keramikerin; lebte und wirkte in Osnabrück
- Theodor Penners (1912–1994), Historiker und Archivdirektor
- Wilhelm Karmann (1914–1998), Unternehmer
- Erich Gleixner (1920–1962), Fußballspieler VfL Osnabrück, Teilnehmer Olympische Sommerspiele 1952
- Heinz Finger (1923–2005), Dirigent und Musikpädagoge
- Ilsetraud Lindemann (1923–1996), Osnabrücker Lokalhistorikerin
- Erich Loest (1926–2013), Schriftsteller
- Walther Hakenberg (* 1927 in Münster), Diplom-Ingenieur, Geschäftsführer der Klöckner Durlitt GmbH und der Klöckner Ferroform GmbH in Osnabrück, lebte in Osnabrück[3]
- Manfred Horstmann (1928–1992), Hochschullehrer sowie Gründungsrektor und langjähriger Präsident der Universität Osnabrück
- Manfred Meinz (1931–2007), Kunsthistoriker und Museumsdirektor in Osnabrück
- Hansi Alpert (1932–2025), Fußballspieler
- Ursula Pistorius (1933–2015), Politikerin (SPD)
- Helge von Bömches (1933–2014), Opernsänger
- Peter Berling (1934–2017), Schauspieler; wuchs in Osnabrück auf
- Eckhard Fasold (1936–2020), Osnabrücker Politiker (SPD)
- Hubert Müller, (1936–1995), römisch-katholischer Priester, Theologe und Kirchenrechtler
- Hans-Jürgen Fip (* 1940), Unternehmer, Politiker (SPD), Ehrenbürger und früherer Oberbürgermeister in Osnabrück
- Renate Damus (1940–1992), Politikwissenschaftlerin und Politikerin (Grüne)
- Richild Holt (* 1941), Malerin und Zeichnerin
- Winfried Bornemann (* 1944), Schriftsteller
- Jutta Sauer (* 1944), Schriftstellerin
- Monika Hamann (* 1948), Bildhauerin und Designerin
- Dorothea Steiner (* 1948), Politikerin (Bündnis 90/Die Grünen)
- Bernt Jansen (* 1949), Tischtennisspieler, Vizeweltmeister mit der Mannschaft, wuchs in Osnabrück auf
- Rainer Moormann (* 1950), Chemiker und Experte für Reaktorsicherheit
- Eva Berger (* 1951), Direktorin des Kulturgeschichtlichen Museums Osnabrück
- Todor Todorovic (* 1951), Musiker (Blues Company)
- Gary Wiggins (1952–2020), Jazz- und Bluesmusiker
- Christian von Bar (* 1952), Jurist und Universitätsprofessor
- Theo Mönch-Tegeder, (1953–2018), Journalist, Verleger und Medienmanager
- Carl-Ludwig Thiele, (* 1953), Politiker (FDP)
- Heinz Rudolf Kunze (* 1956), Musiker: wuchs in Osnabrück auf
- Wolfgang Griesert (* 1957), Politiker (CDU), ehemaliger Oberbürgermeister von Osnabrück
- Wolfgang Beckermann (* 1959), Erster Stadtrat in Osnabrück
- Michael Hull (* 1959), Wettkampftänzer und Tanzschulbetreiber; lebt in Osnabrück
- Ralf Geisenhanslüke (* 1960), Chefredakteur der Neuen Osnabrücker Zeitung
- Stefan Lüddemann (* 1960), Kulturjournalist und Kulturwissenschaftler
- John McGurk (* 1961), Extremsportler, Unterstützer von gemeinnützigen Kinderhilfsprojekten; lebt in Osnabrück
- Martin Barkawitz (* 1962), Schriftsteller
- Thomas Bühner (* 1962), Koch, Patron des inzwischen geschlossenen Drei-Sterne-Restaurants „la vie“; lebt weiter in Osnabrück
- Mark Brian Mathew (* 1962), Filmemacher und Autor
- Conny Dachs (* 1963), Pornodarsteller und Moderator
- Julia Draganović (* 1963), Kuratorin und Kulturmanagerin
- Martin Sonneborn (* 1965), Satiriker, Journalist und Politiker; wuchs in Osnabrück auf
- Monke Herbert Rauer (* 1966), Bildhauer und Maler
- Mario Basler (* 1968), ehemaliger Fußballspieler, heutiger Fußballtrainer und -experte; wohnt in Osnabrück
- Jan Südmersen (* 1969), Sachbuchautor und Brandamtmann bei der Feuerwehr Osnabrück
- Christian Sewing (* 1970), Vorstandsvorsitzender der Deutsche Bank AG
- Alex Zapata (1970–2022), Singer-Songwriter im Bereich Partyschlager
- Oliver Meskendahl (* 1970), Schauspieler
- Joe Enochs (* 1971), ehemaliger Fußballspieler und heutiger -trainer; lebte und arbeitete zwischen 1996 und 2018 in Osnabrück
- Alexandra Rietz (* 1971), Polizistin und Schauspielerin; wohnt in Osnabrück
- Daniel Thioune (* 1974), ehemaliger Fußballspieler und heutiger -trainer; wuchs in Osnabrück auf
- Katharina Pötter (* 1979), Politikerin (CDU), Oberbürgermeisterin von Osnabrück
- Petruța Küpper (* 1981), Panflötistin
- Cornelia Achenbach (* 1982), Schriftstellerin und Journalistin
- Stefan Haschke (* 1982), Schauspieler
- Heidi Reichinnek (* 1988), Politikerin, MdB (Die Linke)
- Peter Smits (* 1989), Webvideoproduzent, Let’s Player, Geschäftsführer der PietSmiet UG; wohnte in Osnabrück
- Sun Diego (Dimitrij Chpakov; * 1989), Rapper; wuchs in Osnabrück auf
- Stefanie Hiekmann (* 1990), Journalistin und Kochbuchautorin
- Lena Knippelmeyer (* 1990), Rollstuhlbasketballspielerin und Neuropsychologin
- Manuel Gava (* 1991), Politiker, MdB (SPD)